# Asiophantes
Asiophantes es un género de arañas araneomorfas de la familia Linyphiidae. Se encuentra en Rusia asiática.

## Lista de especies
Según The World Spider Catalog 12.0:
- Asiophantes pacificus Eskov, 1993
- Asiophantes sibiricus Eskov, 1993